# ジェイコブ・サートリアス
ロルフ・ジェイコブ・サートリアス (Rolf Jacob Sartorius、2002年10月2日 -) は、アメリカ合衆国の歌手とインターネットセレブリティ。2016年、デビューシングル「スウェットシャツ」を発売。